# Paracles steinbachi
Paracles steinbachi là một loài bướm đêm thuộc phân họ Arctiinae, họ Erebidae.